# Acianthera pectinata
Acianthera pectinata  es una especie de orquídea epifita originaria de Bolivia y Brasil donde se encuentra en la Mata Atlántica.

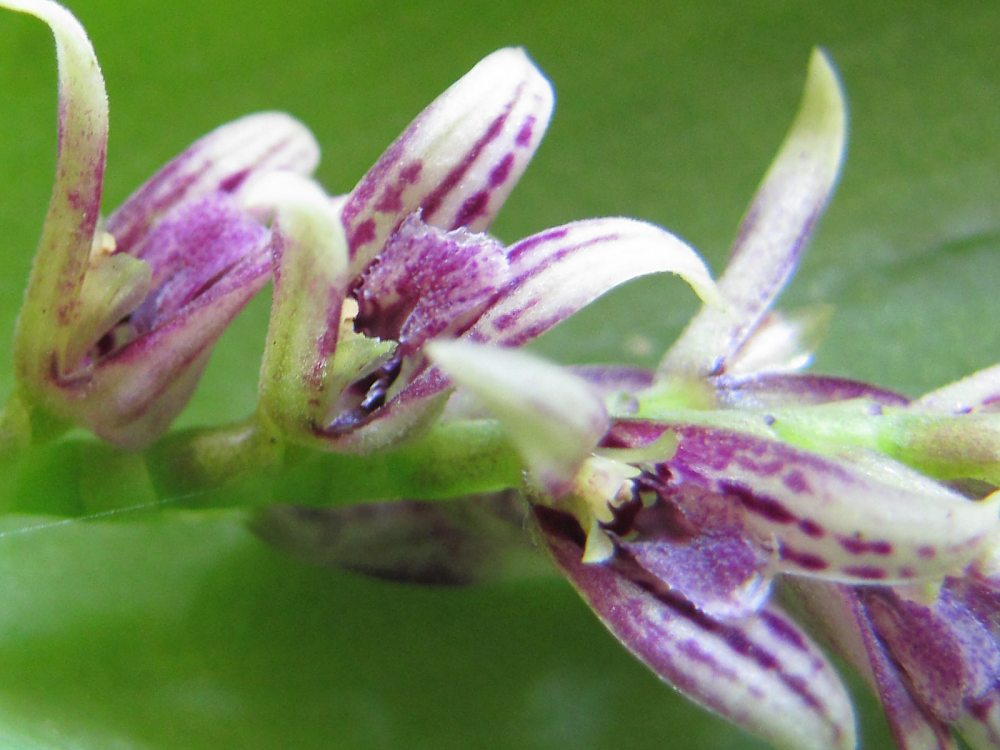
Detalle de la flor

## Taxonomía
Acianthera pectinata fue descrita por (Lindl.) Pridgeon & M.W.Chase  y publicado en Lindleyana 16(4): 245. 2001.
Etimología
Acianthera: nombre genérico que es una referencia a la posición de las anteras de algunas de sus especies.
pectinata: epíteto latino que significa "como un peine".
Sinonimia
- Humboltia pectinata (Lindl.) Kuntze
- Pleurothallis pectinata Lindl.
- Pleurothallis pectinata var. major Cogn.[5][6]